# Embelia ribes
Embelia ribes (devanagari : विडंग, gujarati : 'વાવડીંગ') es una especie de planta de la familia Myrsinaceae. Se distribuye por la India. En la medicina ayurveda, está considerada como beneficiosa para una amplia relación de enfermedades. también es usada en homeopatía.

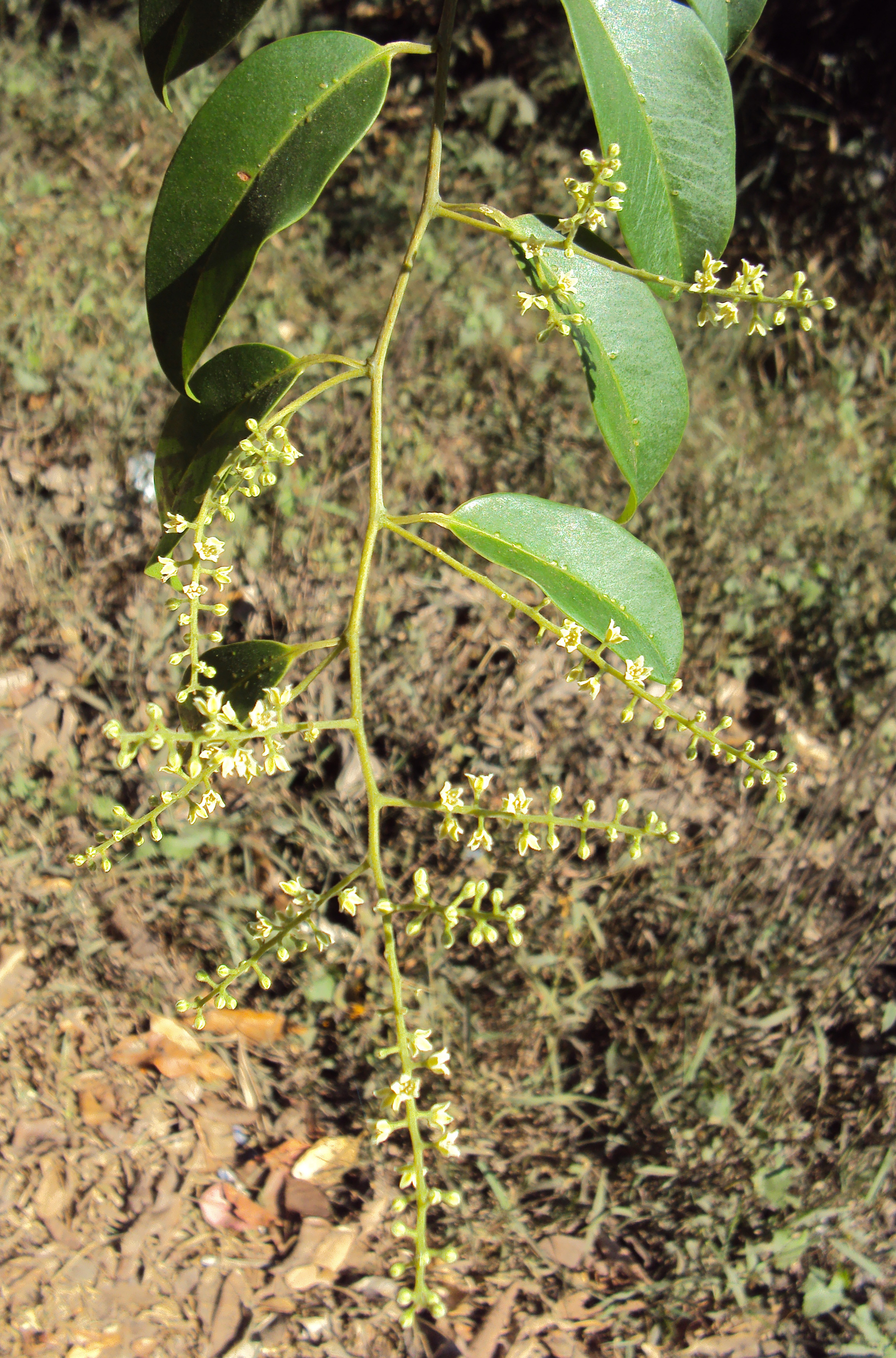
in florescencia

## Propiedades
El fruto es usado como tenicida, diurético, carminativo, estimulante y aromático.

## Taxonomía
'Embelia ribes fue descrita por Nicolaas Laurens Burman y publicado en Flora Indica . . . nec non Prodromus Florae Capensis 62, pl. 23. 1768.
Sinonimia
- Antidesma grossularia Raeusch.
- Antidesma ribes (Burm.f.) Raeusch.
- Ardisia tenuiflora Blume
- Calispermum scandens Lam.
- Embelia burmanni Retz.
- Embelia dentata Buch.-Ham. ex Wall.
- Embelia garciniifolia Wall. ex Ridl.
- Embelia glandulifera Wight
- Embelia indica J.F.Gmel.
- Embelia paniculata Moon
- Embelia sumatrana Miq.
- Ribesiodes ribes (Burm. f.) Kuntze
- Samara ribes (Burm. f.) Benth. & Hook. f. ex Kurz	[6]

var. pachyphylla Chun ex C.Y.Wu & C.Chen
- Embelia tenuis Mez